# Art Farmer Quintet Featuring Gigi Gryce
Art Farmer Quintet Featuring Gigi Gryce è un album di Art Farmer e Gigi Gryce, pubblicato dalla Prestige Records nel 1956. Il disco fu registrato il 21 ottobre 1955 al Rudy Van Gelder Studio di Hackensack, New Jersey (Stati Uniti). Nel 1963 fu pubblicato con il titolo Evening in Casablanca.

## Tracce
Lato A
1. Forecast – 4:50 (Duke Jordan)
2. Evening in Casablanca – 5:22 (Gigi Gryce)
3. Nica's Tempo – 7:52 (Gigi Gryce)

Lato B
1. Saterlite – 4:23 (Gigi Gryce)
2. Sans Souci – 6:41 (Gigi Gryce)
3. Shabozz – 5:34 (Gigi Gryce)

## Musicisti
- Art Farmer  - tromba
- Gigi Gryce  - sassofono alto
- Duke Jordan  - pianoforte
- Addison Farmer  - contrabbasso
- Philly Joe Jones  - batteria